# Peter DeLuise
Peter John DeLuise (New York, 1966. november 6. –) amerikai színész, filmrendező, producer és forgatókönyvíró.

## Élete

### Pályafutása
Peter DeLuise Dom DeLuise színész és komikus, illetve Carol Arthur színésznő legidősebb fia, testvérei Michael és David DeLuise. A fiúk a színészet és rendezés világában nőttek fel, az egész család a filmiparban tevékenykedik.
DeLuise első filmje színészként 1979-ben a Hot Stuff című komédia. Legismertebb színészi szerepe az 1987 és 1991 között Johnny Depp főszereplésével futó 21 Jump Street című televíziós sorozat Doug Penhall rendőre. Testvére, Michael szintén szerepelt a sorozatban, az 5. évadban szintén rendőrt játszott. Peter DeLuise szintén jól ismert az NBC SeaQuest DSV – A mélység birodalma című sci-fi sorozatából, melyben 1994-től 1996-ig játszotta Dagwood szerepét. Több más televíziós sorozatban tűnt fel vendégszereplőként, mint a Hegylakó, az Androméda vagy a Csillagkapu sorozatok.
1997-ben producerként, íróként és rendezőként kezdett dolgozni a Csillagkapu című sci-fi sorozatban. Minden olyan epizódban megjelent szereplőként is, melyeket ő rendezett. A sorozat spin-offjai, a Csillagkapu: Atlantisz és a Stargate Universe sorozatokban szintén közreműködött íróként, rendezőként és producerként is. Apja, Dom DeLuise a Csillagkapu Urgo című epizódjában vendégszerepelt, melyet szintén Peter rendezett.
2008 januárjában mutatták be a DeLuise által rendezett jPod című sorozatot, mely Douglas Coupland azonos című regényéből készült, valamint egy horror filmet is rendezett A sherwoodi erdő titka címmel.
Legutóbbi rendezői munkája a 2008 óta futó Sanctuary – Génrejtek című sci-fi - fantasy televíziós sorozat, melynek két webepizódjában szintén vendégszerepelt.

### Magánélete
DeLuise első felesége Gina Nemo amerikai színésznő volt 1988-tól 1992-ig. Jelenleg Anne Marie Loder kanadai színésznő férje, egy gyermekük van, Jake Dominick (2004), 2006. február óta Nyugat-Vancouverben élnek.

## Díjai, jelölései
2005-ben három kategóriában jelölték a Leo-díjra: a Legjobb forgatókönyv kategóriában a Csillagkapu sorozat Jóindulat és a Csillagkapu: Atlantisz sorozat A dacos című epizódjaiért, valamint az utóbbi epizódért a Legjobb rendezés kategóriában is.